# 萊凱
萊凱（法語：Les Cayes）是海地的城市，也是南部省的首府，位於該國西南部，始建於1504年，面積219.11平方公里，市內的文化中心有約300個座位，2009年人口125,799。

## 外部連結
- Les Cayes-related website
- "Port-Salut: bien sur, mais...", Le Nouvelliste, in French, article on differences between Les Cayes and Port Salut